# 布倫登·阿倫森
布倫登·羅素·阿倫森（英語：Brenden Russell Aaronson；2000年10月22日—），是一名美國職業足球員，司職前腰。曾被英冠球會列斯聯外借至德甲球隊柏林聯，他也代表美國國家足球隊參賽。

## 早年生活
出生于新泽西州梅德福德，阿伦森在肖尼高中就读了一年，然后被选入费城联队的YSC学院，在那里他踢足球并完成了高中教育。在YSC学院期间，阿伦森曾为联队的青年队效力，后来选择进入印第安纳大学并与伯利恒钢铁足球俱乐部签订了业余合同。

## 俱樂部生涯

### 伯利恒钢铁足球俱乐部
在经过费城联队青训后，阿伦森于2017赛季以青训球员身份登场为伯利恒钢铁足球俱乐部效力。于2017年9月30日，阿伦森在客场对阵坦帕湾掠夺者的比赛中首次代表钢铁足球俱乐部首发亮相，比赛以平局收场。阿伦森在钢铁足球俱乐部为期21场比赛中出场，并在对阵亚特兰大联二队的比赛中攻入职业生涯的首个进球。

### 费城联队
2018年9月17日，费城联队官方宣布阿伦森将在2019赛季开始时加盟。2019年3月17日，这名本土球员在他的美国职业足球大联盟（MLS）首秀中打入了他的首个职业进球，帮助费城队与亚特兰大联队战平。作为联队的替补组织者，由于伤病和停赛，阿隆森有机会在一线队中以号码10的组织者和左侧盒盒型中场球员的身份开始并表现出色。
在他的新秀赛季结束时，阿伦森以三个进球和两次助攻的表现，在超过1,640分钟的比赛时间内获得了2019年美国职业足球大联盟（MLS）年度最佳新秀的第二名。阿伦森是五名入围者中最年轻的一位。
2020赛季成为了阿伦森的突破之年，他在所有比赛中共出场31次，打入4个进球。阿伦森在赛季中的表现赢得了多项荣誉，包括入选2020年MLS最佳11人（常规赛）和MLS重返比赛锦标赛。联队以最佳联赛战绩结束了赛季，赢得了球队的第一个奖杯，即2020年支持者盾奖。

### 薩爾斯堡紅牛
2020年10月16日，阿倫森將在2021年1月美國職業足球大聯盟賽季結束後加入薩爾斯堡紅牛。費城聯宣布這是美國本土球員有史以來最高的轉會費，阿城聯還將保留亞倫森未來轉會費用的一定百分比。
2021年1月24日，阿倫森在球隊對上阿爾塔奇的客場比賽中首次亮相。
2021年2月10日，阿倫森為薩爾斯堡紅牛贏得了自己的第一個進球，他在最終以3-1擊敗奧地利維也納的比賽中進球。
2021年5月1日，阿倫森在奧地利盃對陣林茨的決賽貢獻一進球，成為帶領薩爾斯堡紅牛得冠的功臣之一。
2022年4月24日，阿倫森在球隊對上奧地利維也納5-0大勝的比賽中打入一球，賽後隨隊獲得奥地利足球超级联赛冠軍。

### 里茲聯
2022年5月26日，里茲聯宣布與阿倫森簽訂為期五年的合約，效力從7月1日開始。
2022年8月21日，在主場3-0戰勝對手切爾西的比賽中，阿倫森在迫使切爾西門將愛德華·門迪失誤後打進了他的第一個英超聯賽進球，幫助里茲聯20年來首次戰勝藍軍。

### 柏林联（租借）
于2023年7月9日，继利兹联从英超联赛降级后，阿隆森租借加盟了德甲球队柏林联，参加2023-24赛季。

## 國家隊生涯
2020年2月1日，阿倫森在美國以1-0擊敗哥斯大黎加的友誼賽首次亮相。
2022年11月，阿倫森入選2022年國際足協世界盃大名單。11月21日，在對陣威爾斯的世界盃分組賽首次亮相世界盃。

## 生涯統計

### 國家隊進球
最後更新：2022年6月1日
| No. | 日期       | 比賽場地                                   | 對手     | 比分 | 賽果 | 賽事               |
| --- | ---------- | ------------------------------------------ | -------- | ---- | ---- | ------------------ |
| 1.  | 2020.12.09 | 美國, 羅德岱堡, 邁阿密國際體育場           | 薩爾瓦多 | 6-0  | 6-0  | 友誼賽             |
| 2.  | 2021.03.25 | 奧地利, 維也納新城, 維也納新城體育場       | 牙买加   | 2-1  | 4-1  | 友誼賽             |
| 3.  | 2021.06.09 | 美國, 桑迪, 力拓球場                       |          | 1-0  | 4-0  | 友誼賽             |
| 4.  | 2021.09.05 | 美國, 納什維爾, 日產體育場                 | 加拿大   | 1-0  | 1-1  | 2022年世界盃外圍賽 |
| 5.  | 2021.09.08 | 宏都拉斯, 圣佩德罗苏拉, 奧林匹克大都會球場 |          | 2-1  | 4-1  | 2022年世界盃外圍賽 |
| 6.  | 2022.06.01 | 美國, 辛辛那提, TQL體育場                  | 摩洛哥   | 1-0  | 3-0  | 友誼賽             |

## 榮譽

### 俱樂部
費城聯
- 支持者之盾冠軍：2020年

 薩爾斯堡紅牛
- 奥地利足球超级联赛冠軍：2020–21[26]、2021–22[20]賽季
- 奧地利盃冠軍：2020–21、2021–22[27]賽季

### 國家隊
美國
- 中北美洲及加勒比海國家聯賽冠軍：2019–20[28]、2022–23

### 個人
- 美職回歸盃（英语：MLS is Back Tournament）最佳陣容：2020年
- 美國職業足球大聯盟年度最佳陣容：2020年[29]

## 外部連結
- Soccerway資料庫：布倫登·阿倫森
- 布倫登·阿倫森的Instagram帳戶